# Patric (football, 1989)
Pour les articles homonymes, voir Patric.
Patric Cabral Lalau dit Patric est un footballeur brésilien né le 25 mars 1989 à Criciúma. Il évolue au poste de latéral droit à l'América Mineiro.

## Biographie
Le 7 avril 2020, il s'engage au Sport Club do Recife, club dans lequel il avait été prêté entre 2013 et 2014, et quitte l'Atlético Mineiro après 8 ans passés au club.

## Palmarès
Vierge